# Kevin Rodney Sullivan
Kevin Rodney Sullivan (3 de Agosto de 1958) é um actor de filmes e de televisão americano e director de cinema. Ele é casado com a esposa Nita Sullivan, e tem uma filha, Nicole L. Sullivan.